# 金允書
金允書（韓語：김윤서，1986年3月28日—），本名金佳恩，韓國女演員。

## 個人生活
2017年6月9日經證實於拍攝《湔雪的魔女》時，和男演員都想友相戀，直至2019年結束4年的戀情。

## 演出作品

### 電視劇
- 2009年：SBS Plus《我的英雄》飾演 美來
- 2011年：MBC《夥伴》飾演 茶母
- 2011年：SBS《要帥氣的生活》飾演 趙心愛
- 2011年：KBS《波塞冬》飾演 洪智雅
- 2012年：SBS Plus《愛你》飾演 金妍兒
- 2012年：SBS《紳士的品格》飾演 金恩智(客串)
- 2012年：tvN《玻璃假面》飾演 姜素妍
- 2013年：KBS《最佳李純信》飾演 崔妍兒
- 2013年：SBS《熱愛》飾演 潘月
- 2014年：MBC《改過遷善》飾演 鄭惠寧
- 2014年：MBC《湔雪的魔女》飾演 麻珠希
- 2015年：JTBC《親愛的恩東啊》飾演 朴賢雅
- 2015年：KBS《奇怪的兒媳》飾演 金世美
- 2016年：KBS《女人的秘密》飾演 洪順福 /蔡書琳
- 2019年：MBN《優雅的家》飾演 吳光美
- 2019年：JTBC《我的國家》飾演 宣浩的媽媽（特別出演）
- 2022年：IHQ《Sponsor》
- 2022年：tvN《O'PENing—不要宣佈你丈夫的死訊》飾演 徐度妍
- 2022年：SBS《為何是吳秀才》飾演 任丞延
- 2022年：MBC《醫法刑事》飾演 鄭允貞
- 2022年：Netflix《再婚上流》飾演 許炡忎
- 2024年：JTBC《Hide》飾演 金允善
- 2024年：KBS2《Face Me》饰演 梁恩正

### 電影
- 2010年：《BANG》飾演 允書
- 2010年：《看見惡魔》飾演 世妍
- 2018年：《月夜体操2015》饰演 崔英仁
- 2019年：《迎接》饰演 女儿
- 2021年：《女斗士》饰演 允书
- 2021年：《记忆：伪造杀人》饰演 秀妍
- 2021年：《寒冬也有光》饰演 书允

### MV
- 2011年：Haha《Rosa》（與金鐘國）

## 外部連結
- 金允書的Instagram帳戶
- 金允書在NAVER上的资料
- 金允書在Daum上的资料